# Зарубін Валентин Іванович
Валенти́н Іва́нович Зару́бін  (30 жовтня 1867, Харків — 1938, Земун (теперішня частина Белграда) Югославія) — український та російський дерматолог й венеролог, доктор наук, професор.

## Життєпис
Син професора І. К. Зарубіна. Навчався в Харківському університеті та Військово-медичній академії. При академії працював ординатором сифілідологічної клініки професора В. М. Тарновського.
З 1888 по 1903 рік (з невеликою перервою) працював в Харківському університеті — приват-доцент при кафедрі шкірних та венеричних хвороб.
1897 року Харківський університет удостоює його звання доктора медицини, дисертація «До вчення про слизові (келихоподібні) клітини».
В 1897—1899 роках робить в клініках професора М. Капоші у Відні, професора Фурньє в Парижі, Нейссера у Бреславлі та Ядассона — Берн.
З 1904 року працював екстраординарним професором кафедри шкірних та венеричних хвороб Новоросійського університету.
На еміграції завідував відділенням міської лікарні в Скоп'є.
1899 року вийшли друком його «Дерматологічні листи з Парижа та Відня», ціла низка статей надрукована в спеціальних російських та зарубіжних журналах.